# Falcon Heavy
Falcon Heavy (букв. с англ. — «Тяжёлый „Сокол“») — американская ракета-носитель (РН) сверхтяжёлого класса с возможностью повторного использования первой ступени и боковых ускорителей, спроектированная и произведённая компанией SpaceX, является одной из крупнейших ракет-носителей в истории мирового космического ракетостроения наряду с «Сатурном-5», «Н-1», системой «Спейс Шаттл» и «Энергией».
Относится к семейству Falcon и разработана на основе ракеты-носителя Falcon 9, используя усиленную первую ступень в качестве центрального блока, а также две дополнительные модифицированные первые ступени Falcon 9 в качестве боковых ускорителей (так называемой «нулевой ступени»).
На момент первого запуска — самая грузоподъёмная, мощная и тяжёлая ракета-носитель из находящихся в эксплуатации, и была таковой до запуска в 2022 году SLS. Также Falcon Heavy принадлежит абсолютный рекорд по числу маршевых двигателей (28, в том числе 27 одновременно работающих) среди успешно летавших ракет-носителей. Первый (испытательный) запуск Falcon Heavy был успешно произведён 6 февраля 2018 года. Первый коммерческий пуск были произведен 11 апреля 2019 года. К 14 октября 2024 года было произведено 11 успешных пусков ракеты, а число посадок возвращающихся, многоразовых, первых ступеней составило 21, из них успешных 19, на землю	18 (боковые ускорители), на платформу 1 (центральный блок), а неудачных	2, обе на платформу (центральный блок).

## История создания
О разработке ракеты-носителя Falcon Heavy руководитель компании SpaceX Илон Маск заявил на пресс-конференции в Национальном пресс-клубе в Вашингтоне, округ Колумбия, 5 апреля 2011 года. Первоначально был заявлен как дата первого пуска 2013 год (со стартовой площадки на базе ВВС США Ванденберг).
Завершение разработки и дебютный пуск ракеты многократно откладывались.

Falcon Heavy — одна из тех вещей, которые, на первый взгляд, выглядят просто. Просто берём две первые ступени и используем их как навесные ускорители. На самом деле нет, это безумно сложно и потребовало переработки конструкции центрального блока и массу различного оборудования. Это действительно было шокирующе тяжело перейти с одноблочной на трёхблочную ракету.
Оригинальный текст (англ.)Falcon Heavy is one of those things that, at first, sounded easy. We’ll just take two first stages and use them as strap-on boosters. Actually, no, this is crazy hard, and it required the redesign of the center core and a ton of different hardware. It was actually shockingly difficult to go from a single-core to a triple-core vehicle..
— Илон Маск, на пресс-конференции после первого повторного использования первой ступени Falcon 9.
После аварии ракеты-носителя Falcon 9 в июне 2015 года приоритет работ над первым пуском Falcon Heavy, который планировался в конце года, был снижен в пользу ускорения возвращения к полётам ракеты Falcon 9, и перенесён сначала на весну 2016-го, а позже — на конец 2016 года. Изменена была и стартовая площадка для дебютного пуска — на LC-39A Космического центра имени Дж. Ф. Кеннеди во Флориде. На стартовом комплексе проводились работы по его переоборудованию для запусков Falcon Heavy.
Повреждение стартового комплекса SLC-40 при взрыве Falcon 9 в сентябре 2016 года вынудило компанию SpaceX к ускорению работ по вводу в действие комплекса LC-39A для переноса на него своих пусковых операций на Восточном побережье США. Завершение работ по адаптации стартового стола под пуски Falcon Heavy было отложено в пользу максимально скорого начала пусков ракеты Falcon 9 с этой стартовой площадки. После восстановления комплекса SLC-40, которое закончилось осенью 2017 года, пуски Falcon 9 были перенесены на него, позволив завершить подготовку комплекса LC-39A для дебютного пуска Falcon Heavy, который ожидался в начале 2018 года.
Хотя изначально Falcon Heavy была разработана для отправки людей в космос, включая миссии на Луну и на Марс, на февраль 2018 года запланированные пилотируемые полёты на ней не предусматриваются; взамен предполагается использовать ракету-носитель для отправки в космос массивных грузов: например таких, как тяжёлые искусственные спутники Земли и автоматические межпланетные станции.

### Грузоподъёмность
После успешного первого запуска 6 февраля 2018 года стала крупнейшей используемой на данный момент ракетой-носителем, вдвое превосходя Delta IV Heavy по полезной нагрузке, которую может вывести на низкую опорную орбиту. Однако эта ракета-носитель не является крупнейшей в истории космонавтики, поскольку использовавшиеся ранее ракеты-носители «Сатурн-5» и «Энергия» могли нести полезную нагрузку до 141 и 105 тонн соответственно (также расчётную максимальную полезную нагрузку до 100 т имела советская РН Н-1/Н-1Ф, но все её пуски были безуспешны, и проходящая в настоящее время стадию испытаний система Starship, которая должна выводить на НОО до 150 т). Планируется, что в невозвращаемом варианте Falcon Heavy сможет доставлять до 63,8 т на низкую опорную орбиту, до 26,7 т на геопереходную орбиту, до 16,8 т — на отлётную траекторию к Марсу и до 3,5 т — на отлётную траекторию к Плутону (при современном или близком к таковому положении последнего на орбите). При условии возвращения на Землю и боковых ускорителей и первой ступени РН — на НОО Falcon Heavy сможет выводить полезную нагрузку массой примерно до 30 т и до 8 т — на ГПО; при возвращении на Землю только боковых ускорителей — максимальная масса полезной нагрузки, выводимой Falcon Heavy на ГПО, вырастет до 16 т.
|                  | Falcon Heavy | Delta IV Heavy |
| ---------------- | ------------ | -------------- |
| Высота           | 70 м         | 72 м           |
| Масса            | 1 420 788 кг | 733 000 кг     |
| Грузоподъёмность | 63 800 кг    | 28 790 кг      |

### Стоимость запуска
Компания SpaceX заявляет, что стоимость одного запуска составляет 90 миллионов долларов США — при том, что стоимость пуска Delta IV Heavy составляет примерно 435 миллионов долларов. Впрочем, стоимость пусков Falcon Heavy будет весьма существенно зависеть от выбора их конфигурации — с возвращением боковых ускорителей и I ступени, с возвращением только боковых ускорителей или же полностью в невозвращаемом варианте.
Анонсированная стоимость запуска Falcon Heavy несколько раз менялась. В 2011 году она составляла 80—125 млн долл. В 2012 году указывалась стоимость пуска 83 млн долл. при полезной нагрузке до 6,4 т на ГПО и 128 млн долл. для нагрузки более 6,4 т на ГПО, в 2013 году была указана стоимость соответственно 77,1 и 135 млн долл. С 2014 года на сайте компании указывалась только стоимость запуска с полезной нагрузкой до 6,4 т на ГПО, которая тогда составляла 85 млн долл., увеличившись до 90 млн долл. в 2015 году (для спутников массой до 8 т на ГПО). В феврале 2018 года Илон Маск сообщил, что стоимость запуска расходуемой версии Falcon Heavy составляет 150 млн долл, а стоимость версии, где расходуется только центр ракеты — 95 млн долл.

### Контракты
В мае 2012 года был подписан первый коммерческий контракт с компанией Intelsat на запуск её спутника связи ракетой-носителем Falcon Heavy. Из-за задержек с разработкой ракеты впоследствии запуск спутника Intelsat 35e был перенесён на ракету-носитель Falcon 9.
В декабре 2012 года ВВС США подписали контракт со SpaceX на запуск космических аппаратов по программе министерства обороны STP-2 с помощью Falcon Heavy. Миссия подразумевает выведение двух основных аппаратов и множества второстепенных на различные орбиты и будет использоваться как часть сертификации ракеты-носителя для более важных правительственных оборонных заказов.
В июле 2014 года компания Inmarsat подписала соглашение на запуски 3 своих спутников ракетой Falcon Heavy. В связи с задержками, в декабре 2016 года запуск одного из этих спутников был отдан конкуренту SpaceX, компании Arianespace, для запуска на ракете-носителе «Ариан-5». Другой спутник, Inmarsat-5 F4, запущен ракетой Falcon 9.
В начале 2015 года компания ViaSat подписала соглашение на запуск с помощью Falcon Heavy спутника ViaSat-2, но в феврале 2016 года компанией было принято решение переместить запуск этого спутника на ракету «Ариан-5», для того чтобы остаться в рамках намеченного контрактными обязательствами расписания. Тем не менее, контракт со SpaceX был сохранён — на запуск одного из трёх спутников следующего поколения ViaSat-3 в 2019—2020 годах с опцией на запуск ещё одного.
В апреле 2015 года был подписан контракт с компанией ArabSat (англ. Arab Satellite Communications Organization) на запуск спутника Arabsat-6A.
В апреле 2016 года SpaceX объявила о планах запуска с помощью Falcon Heavy миссии Red Dragon для демонстрации технологии управляемой реактивной посадки на поверхность Марса. Изначально запуск намечался на 2018 год, позже был перенесён на 2020. Однако в середине июля 2017 года Илон Маск объявил на конференции ISSR&D в Вашингтоне, что SpaceX отказывается от проекта Red Dragon в связи с тем, что космические корабли Dragon следующих версий будут иметь парашютную систему посадки, причём на беспилотном варианте корабля Dragon двигателей SuperDraco не будет вообще
27 февраля 2017 года компания SpaceX анонсировала план полёта пилотируемого корабля Dragon V2 с двумя частными пассажирами с выполнением облёта Луны и возвратом на Землю. Запуск был намечен на конец 2018 года ракетой-носителем Falcon Heavy. Однако в феврале 2018 года SpaceX отказалось от сертификации Falcon Heavy для пилотируемых полётов в пользу многоразовой системы BFR. Если разработка BFR затянется, то SpaceX вернётся к первоначальному плану с использованием Falcon Heavy. В любом случае, это решение означает, что частный пилотируемый облёт Луны отложен на несколько лет.
В июле 2017 года стали известны итоги открытого конкурса на миссию ВВС США STP-3 (англ. Space Test Program; Космическая испытательная программа — 3), участие в котором принимали ракета-носитель Falcon Heavy от SpaceX и ракета-носитель Atlas V 551 от United Launch Alliance. Контракт на 191 млн долл. достался ULA.
В июне 2018 года SpaceX выиграла первый тендер для ракеты-носителя Falcon Heavy — на запуск в конце 2020 года засекреченной миссии AFSPC-52 для ВВС США. Сумма контракта составила 130 млн долларов.
В марте 2019 года компания получила контракт от ВВС на запуск миссии AFSPC-44, предполагающую выведение как минимум двух аппаратов на круговую геосинхронную орбиту наклонением 5°. Запуск ожидается в конце 2020 или начале 2021 года.
В марте 2020 года NASA анонсировало подписание контракта со SpaceX в рамках программы Gateway Logistics Services по снабжению будущей окололунной орбитальной станции. Контракт предусматривает как минимум 2 миссии, в ходе которых грузовой космический корабль Dragon XL будет выводиться на транслунную орбиту ракетой-носителем Falcon Heavy.
В апреле 2021 года компания Astrobotic Technology выбрала Falcon Heavy для запуска своего лунного посадочного аппарата Griffin, который доставит на поверхность Луны луноход VIPER по контракту с NASA. Изначально, запуск лунохода, предназначенного для поиска водяного льда в кратерах около Южного полюса Луны, был запланирован на ноябрь 2023 года. В июле 2022 года стало известно, что NASA решила перенести запуск VIPER на ноябрь 2024 года из-за необходимости провести дополнительные испытания посадочного модуля Griffin.

## Конструкция
Falcon Heavy состоит из усиленной модификации первой ступени Falcon 9 в качестве центрального блока (первой ступени), двух дополнительных первых ступеней Falcon 9 в качестве боковых ускорителей (так называемая «нулевая ступень») и второй ступени. В СССР и России такие боковые ускорители классифицируются как первая ступень, а центральный блок — как, соответственно, вторая ступень; таким образом — по советской/российской классификации Falcon Heavy является не 2-, а 3-ступенчатой ракетой-носителем.

### Боковые ускорители
Два ускорителя, выполненных на основе первой ступени Falcon 9, закрепляются по бокам первой ступени ракеты-носителя. На верхушке ускорителей размещён композитный защитный конус. Каждый ускоритель имеет по 9 жидкостных ракетных двигателей Merlin 1D, расположенных по схеме Octaweb, с одним центральным двигателем и остальными восемью, расположенными вокруг него.

### Первая ступень
Первая ступень Falcon Heavy являет собой конструктивно усиленный центральный блок, выполненный на основе первой ступени ракеты-носителя Falcon 9 FT, модифицированный для закрепления двух боковых ускорителей. Оборудован девятью жидкостными ракетными двигателями Merlin 1D. Сверху расположен переходной отсек, вмещающий двигатель второй ступени и оборудованный механизмами расстыковки ступеней.
Суммарно 27 двигателей Мерлин 1D (центральный блок и боковые ускорители) создают тягу 22 819 кН на уровне моря и 24 681 кН в вакууме.
Falcon Heavy, как и Falcon 9, оснащена элементами системы многоразового использования для контролируемого возвращения и мягкой посадки как центрального блока, так и боковых ускорителей. Возврат ступеней снижает максимальную полезную нагрузку ракеты-носителя. В связи с тем, что первая ступень Falcon Heavy при расстыковке со второй ступенью будет обладать значительно большей скоростью и находиться намного дальше от стартовой площадки, в сравнении с первой ступенью Falcon 9, необходимость её возврата на посадочную площадку повлечёт значительное снижение массы выводимой нагрузки. Поэтому в высокоэнергетических запусках на геопереходную орбиту первая ступень Falcon Heavy будет осуществлять посадку на плавучую платформу. Боковые ускорители, напротив, будут иметь возможность возврата к месту старта и посадки на землю при подавляющем большинстве сценариев запуска. Для посадки боковых ускорителей Falcon Heavy на территории Посадочной зоны 1 планируется создать ещё две посадочные площадки.
Изначально планировалась возможность установки на Falcon Heavy уникальной системы перекрёстной подачи топлива, позволяющей двигателям центрального блока использовать топливо из боковых ускорителей в первые минуты после старта. Это давало бы возможность сохранить больше топлива в центральном блоке для более продолжительной его работы после отделения боковых ускорителей, и, как следствие, увеличить максимальную массу выводимой полезной нагрузки. Впоследствии приоритет этих работ был снижен из-за нежелания дополнительно усложнять конструкцию, а также из-за отсутствия на рынке спроса на столь тяжёлую полезную нагрузку. Разработка данной системы продолжается, её внедрение возможно в будущем. На начальном этапе будет использоваться схема, при которой сразу после запуска ракеты-носителя тяга двигателей центральной секции будет максимально снижена для экономии топлива. После отделения боковых ускорителей двигатели первой ступени будут снова включены на полную тягу. Подобную схему использует ракета-носитель Delta IV Heavy.

### Вторая ступень
Вторая ступень РН Falcon Heavy аналогична используемой на ракете-носителе Falcon 9 и оснащена одним двигателем Merlin 1D Vacuum с номинальным временем работы 397 секунд и максимальной тягой в пустоте 934 кН. Конструкция двигателя позволяет запускать его многократно в течение полёта.

## Стартовые площадки
По состоянию на 2017 год SpaceX готовит следующие стартовые комплексы для ракеты-носителя Falcon Heavy:
- Космический центр Кеннеди (мыс Канаверал, Флорида, США) — LC-39A; арендуется у NASA. Ранее стартовый комплекс использовался для пусков ракет Сатурн-5 и системы Спейс Шаттл. В настоящее время стартовый комплекс используется для пусков Falcon 9 и Falcon Heavy и Dragon 2
- База ВВС США Ванденберг (Калифорния, США) — SLC-4E; арендуется у ВВС США. Ранее стартовый комплекс использовался для пуска ракет Титан-3 и Титан-4. В настоящее время используется для пусков Falcon 9 и модернизируется для пусков Falcon Heavy.

## Посадочные площадки
В соответствии с объявленной стратегией возврата и повторного использования первой ступени Falcon 9 и Falcon Heavy, компания SpaceX заключила договор аренды на использование и переоборудование 2 площадок на Восточном и Западном побережьях США.
- База ВВС США на мысе Канаверал — Посадочная зона 1 (бывший стартовый комплекс LC-13); арендуется у ВВС США.
- База ВВС США Ванденберг — стартовый комплекс SLC-4W; арендуется у ВВС США.

Данные стартовые комплексы дооборудованы площадками для управляемого приземления как боковых ускорителей Falcon Heavy, так и первой ступени этой РН.
Кроме того, компания SpaceX владеет специально изготовленными для посадки первой ступени Falcon 9 плавучими платформами, которые используются и для посадки центрального блока (первой ступени) ракеты-носителя Falcon Heavy.

## Первый запуск
В марте 2017 года было анонсировано, что при первом запуске ракеты-носителя в качестве боковых ускорителей будут повторно использованы две первые ступени ракеты-носителя Falcon 9, возвращённые после предыдущих пусков. Во время дебютного полёта планировалось возвращение боковых ускорителей к месту пуска и посадка их на Посадочной зоне 1, в то время как центральный блок (первая ступень) выполнит посадку на плавучей платформе Of Course I Still Love You.
Рассматривалась также возможность, что при дебютном пуске будут проведены испытания по возврату второй ступени ракеты-носителя.
В начале апреля 2017 года на испытательном предприятии SpaceX в Техасе был установлен для статичного прожига первый боковой ускоритель для дебютного пуска Falcon Heavy — восстановленная и модифицированная первая ступень B1023, севшая на плавучую платформу после запуска спутника Thaicom 8 в мае 2016 года.
В конце апреля его место на испытательном стенде занял новый центральный блок B1033. 9 мая 2017 года компания SpaceX сообщила об успешном прожиге этой ступени.
Вторым боковым ускорителем для первого запуска стала ступень B1025, вернувшаяся на посадочную площадку после запуска SpaceX CRS-9 в июле 2016 года.
1 декабря Илон Маск объявил, что в качестве полезной нагрузки для первого пуска ракеты-носителя Falcon Heavy будет использован его личный электромобиль Tesla Roadster, который планировалось вывести на орбиту в направлении Марса. Позже стали доступны фотографии автомобиля внутри головного обтекателя ракеты.
20 декабря были опубликованы фотографии ракеты-носителя, собранной в ангаре стартового комплекса LC-39A в Космическом центре Кеннеди.
28 декабря Falcon Heavy была впервые установлена на стартовой площадке LC-39A, а 24 января 2018 года, спустя несколько недель задержек, одна из которых была связана с приостановкой работы правительства США, был осуществлён испытательный прожиг всех 27 двигателей Merlin 1D длительностью в 12 секунд.
Первый испытательный запуск Falcon Heavy был успешно произведён 6 февраля 2018 года в 20:45 UTC со стартовой площадки LC-39A. После отстыковки два боковых ускорителя успешно приземлились на посадочных площадках на мысе Канаверал. Посадка центрального блока на плавучую платформу была неуспешной; перед посадкой ступень не смогла воспламенить топливо двигателей, так как закончилась пирофорная смесь триэтилалюминия и триэтилборана (TEA-TEB), используемая в качестве жидкости для зажигания, два двигателя из трёх не запустились для посадочного импульса и ступень упала примерно в 100 метрах от плавучей платформы, врезавшись в воду со скоростью около 130 м/с и повредив при этом два двигателя платформы.
В компании не планировали повторно запускать используемые в испытательном полёте центральный блок и ускорители. Боковые ускорители соответствовали спецификации Block 4, а центральный — Block 3. На данный момент SpaceX намерены повторно использовать только финальную версию Block 5; следующий пуск Falcon Heavy будет осуществлён на трёх ступенях Block 5. На последующей конференции Илон Маск заявил, что боковые ускорители в хорошем состоянии и могли бы слетать ещё раз, кроме того он рад, что с ними вернулись титановые решётчатые рули, производство которых стоит очень дорого.
Спустя 8,5 минуты после старта ракеты-носителя, вторая ступень вывела электромобиль Tesla Roadster с манекеном по имени Starman (Звёздный человек) внутри, одетым в космический костюм SpaceX, на околоземную орбиту.
На 29-й минуте полёта второе, 30-секундное включение ступени подняло орбиту до 180 × 6951 км, наклонение 29°.
Последнее, третье включение двигателя второй ступени выполнено через 6 часов после запуска, оно направило ступень с полезной нагрузкой на гелиоцентрическую орбиту с перигелием 0,99 а. е. и афелием 1,71 а. е., с максимальным удалением от Солнца около 255 млн км, немного дальше орбиты Марса (продолжительная работа второй ступени должна была продемонстрировать способность Falcon Heavy выполнять запуски с прямым выведением спутников на геостационарную орбиту).
Сначала при вычислении параметров орбиты была допущена ошибка, однако через некоторое время астроном Гарвард-Смитсоновского центра астрофизики уточнил параметры орбиты и подтвердил, что она совпадает с ранее запланированной, и Tesla Roadster не находится в путешествии к поясу астероидов.
Вместе с электромобилем на орбиту был доставлен носитель информации Arch 5D компании Arch Mission Foundation, с собранием романов цикла «Основание» писателя-фантаста Айзека Азимова, высокоустойчивый к тяжёлым условиям открытого космоса (кратковременно выдерживает температуры до +1000 °С), самый длительный объект хранения, когда-либо созданный людьми — при +190 °С его срок годности составляет 13,8 млрд лет; при обычной комнатной температуре данные могут храниться практически до бесконечности.
На диск из особым образом структурированного кварцевого стекла изображения и тексты (данные кодируются в цифровом виде) наносятся гравировкой фемтосекундным лазером.
На пластине, изображающей логотип SpaceX, размещённой на адаптере полезной нагрузки, нанесены имена более 6000 сотрудников компании.

## Список запусков
| № | Дата, время (UTC) | Стартовая площадка | Полезная нагрузка                 | Орбита                        | Заказчик   | Результат      | Посадка ступеней | Посадка ступеней | Посадка ступеней |
| № | Дата, время (UTC) | Стартовая площадка | Полезная нагрузка                 | Орбита                        | Заказчик   | Результат      | БУ               | ЦБ               | БУ               |
| --- | --- | ------------------ | --------------------------------- | ----------------------------- | ---------- | -------------- | ---------------- | ---------------- | ---------------- |
| 1 | 6 февраля 2018, 20:45 | КЦ Кеннеди, LC-39А | Tesla Roadster Илона Маска        | Гелио- центрическая           | SpaceX     | Успех          | B1023-2          | B1033-1          | B1025-2          |
| 1 | 6 февраля 2018, 20:45 | КЦ Кеннеди, LC-39А | Tesla Roadster Илона Маска        | Гелио- центрическая           | SpaceX     | Успех          | на землю         | на платформу     | на землю         |
| 1 | Первый демонстрационный полёт, с успешным выведением электромобиля Tesla Roadster на гелиоцентрическую орбиту. В качестве боковых ускорителей были повторно использованы восстановленные первые ступени B1023 и B1025 ракеты-носителя Falcon 9, посаженные после запусков Thaicom 8 в мае 2016 и CRS-9 в июле 2016 года. Оба боковых ускорителя синхронно приземлились на посадочных площадках, центральный блок не смог успешно приземлиться на плавучую платформу. Согласно заявлению Илона Маска на пресс-конференции после запуска, не произошло повторное зажигание в двух из трёх двигателей, предназначенных для его посадки, и блок врезался в воду примерно в 100 метрах от плавучей посадочной платформы на скорости примерно 300 миль/ч (~ 500 км/ч). |                    |                                   |                               |            |                |                  |                  |                  |
| 2 | 11 апреля 2019, 22:35 | КЦ Кеннеди, LC-39А | ArabSat 6A                        | ГПО                           | ArabSat    | Успех          | B1052-1          | B1055-1          | B1053-1          |
| 2 | 11 апреля 2019, 22:35 | КЦ Кеннеди, LC-39А | ArabSat 6A                        | ГПО                           | ArabSat    | Успех          | на землю         | на платформу     | на землю         |
| 2 | Успешный запуск коммерческого спутника связи Arabsat 6A для Саудовской Аравии на суперсинхронную геопереходную орбиту 321 × 89 808 км, наклонением 23°. Масса спутника — 6465 кг. Первый запуск коммерческой полезной нагрузки ракетой-носителем Falcon Heavy. Впервые использовались все ступени последней версии РН — Block 5. Боковые ускорители выполнили посадку на площадки Посадочных зон 1 и 2, центральный блок успешно приземлился на платформу Of Course I Still Love You, в 990 км от места запуска. Обе створки головного обтекателя мягко приводнились, были выловлены неповреждёнными и будут повторно использованы в одном из запусков спутников семейства Starlink. Из-за неблагоприятных погодных условий, в связи с невозможностью обеспечения безопасности, команда кораблей поддержки не смогла закрепить центральный блок первой ступени на палубе плавающей платформы в течение нескольких дней. Робот, применяемый компанией для фиксации ступеней Falcon 9, не мог быть использован из-за различий в присоединительных механизмах. В понедельник, 15 апреля, высота волн увеличилась до 3 метров, после чего ступень начала перемещаться и опрокинулась. |                    |                                   |                               |            |                |                  |                  |                  |
| 3 | 25 июня 2019, 06:30 | КЦ Кеннеди, LC-39А | STP-2                             | НОО и COO                     | DoD        | Успех          | B1052-2          | B1057-1          | B1053-2          |
| 3 | 25 июня 2019, 06:30 | КЦ Кеннеди, LC-39А | STP-2                             | НОО и COO                     | DoD        | Успех          | на землю         | на платформу     | на землю         |
| 3 | Успешный запуск в рамках программы Space Test Program Министерства обороны США. Основной полезной нагрузкой были спутник DSX и 6 спутников FORMOSAT-7. В качестве второстепенной нагрузки была запущена группа экспериментальных университетских и коммерческих малых спутников (GPIM, OTB 1, FalconSat 7, NPSat 1, Oculus-ASR, Prox 1, LightSail B, ARMADILLO, TBEx A/B, Prometheus 2.5, PSat 2, BRICSat 2, TEPCE 1/2, CP 9 (LEO), StangSat). Всего запущено 24 спутника на 3 разных орбиты в ходе четырёх включений второй ступени, последний аппарат отделился спустя 3 часа и 32 минуты после старта. Повторно использовавшиеся боковые ускорители первой ступени успешно приземлились на площадки Посадочных зон 1 и 2. Центральный блок промахнулся мимо плавучей платформы «Of Course I Still Love You», находившейся на рекордном расстоянии 1245 км (вдвое дальше от берега, чем при запусках Falcon 9). Из-за повреждения двигательного отсека при входе в атмосферу произошёл сбой механизмов контроля вектора тяги центрального двигателя. Представители SpaceX неоднократно подчёркивали, что это приземление центрального блока будет самым трудным в истории компании из-за высокой скорости и температуры, испытываемой ступенью при входе в атмосферу. В ходе миссии впервые была поймана створка головного обтекателя с помощью сети корабля Ms. Tree (ранее — Mr. Steven). |                    |                                   |                               |            |                |                  |                  |                  |
| 4 | 1 ноября 2022, 13:41 | КЦ Кеннеди, LC-39А | USSF-44                           | ГСО                           | USSF       | Успех          | B1064-1          | B1066-1          | B1065-1          |
| 4 | 1 ноября 2022, 13:41 | КЦ Кеннеди, LC-39А | USSF-44                           | ГСО                           | USSF       | Успех          | на землю         | не проводилась   | на землю         |
| 4 | Успешный запуск нескольких спутников для Космических сил США на геосинхронную орбиту. Одним из запускаемых аппаратов является микроспутник-прототип TETRA-1. Боковые ускорители выполнили посадку на площадки Посадочных зон 1 и 2. В связи с требованиями к производительности ракеты-носителя, центральный не возвращался. |                    |                                   |                               |            |                |                  |                  |                  |
| 5 | 15 января 2023, 22:56 | КЦ Кеннеди, LC-39А | USSF-67                           | ГСО                           | USSF       | Успех          | B1064-2          | B1070-1          | B1065-2          |
| 5 | 15 января 2023, 22:56 | КЦ Кеннеди, LC-39А | USSF-67                           | ГСО                           | USSF       | Успех          | на землю         | не проводилась   | на землю         |
| 5 | Запуск двух спутников для Космических сил США на геосинхронную орбиту. |                    |                                   |                               |            |                |                  |                  |                  |
| 6 | 1 мая 2023, 00:26 | КЦ Кеннеди, LC-39А | ViaSat-3 Americas                 | ГСО                           | ViaSat     | Успех          | B1052-8          | B1068-1          | B1053-3          |
| 6 | 1 мая 2023, 00:26 | КЦ Кеннеди, LC-39А | ViaSat-3 Americas                 | ГСО                           | ViaSat     | Успех          | не проводилась   | не проводилась   | не проводилась   |
| 6 | Запуск первого из трёх спутников связи ViaSat-3 со сверхвысокой пропускной способностью каналов связи (более 1 терабита в секунду) и вторичной полезной нагрузкой спутником связи компании Astranis. Масса первичной нагрузки составила 6400 кг, а вторичной 300 кг. Также на геостационарную орбиту выведен индонезийский кубсат G-Space 1 (Nusantara H-1A) компании Gravity Space массой 22 кг. Из-за прямого вывода на геостационарную орбиту оба повторно использованных боковых ускорителя Falcon Heavy были израсходованы, после отделения упав в Атлантический океан. Аналогично, израсходован и центральный ускоритель, совершивший свой первый и последний полёт. На ускорителях отсутствовали титановые решетчатые рули и посадочные опоры. |                    |                                   |                               |            |                |                  |                  |                  |
| 7 | 29 июля 2023, 03:04 | КЦ Кеннеди, LC-39А | Jupiter-3 (EchoStar 24)           | ГПО                           | EchoStar   | Успех          | B1064-3          | B1074-1          | B1065-3          |
| 7 | 29 июля 2023, 03:04 | КЦ Кеннеди, LC-39А | Jupiter-3 (EchoStar 24)           | ГПО                           | EchoStar   | Успех          | на землю         | не проводилась   | на землю         |
| 7 | Успешный запуск крупнейшего из когда-либо созданных коммерческих геостационарных спутников связи. Jupiter 3, также известный как EchoStar XXIV, массой 9200 кг создан компанией Maxar Technologies для компании Hughes Network Systems входящей в состав EchoStar. В течение следующих нескольких недель Jupiter 3 выйдет на геосинхронную орбиту на высоту 35 786 километров над Землей к месту назначения в орбитальном слоте 95 градусов з. д. и после всестороннего тестирования будет введён в эксплуатацию и пополнит парк Hughes JUPITER с дополнительной пропускной способностью более чем на 500 Гбит/с. |                    |                                   |                               |            |                |                  |                  |                  |
| 8 | 13 октября 2023, 14:19 | КЦ Кеннеди, LC-39А | Psyche                            | Психея                        | NASA       | Успех          | B1064-4          | B1079-1          | B1065-4          |
| 8 | 13 октября 2023, 14:19 | КЦ Кеннеди, LC-39А | Psyche                            | Психея                        | NASA       | Успех          | на землю         | не проводилась   | на землю         |
| 8 | Запуск космического аппарата Psyche для исследования астероида (16) Психея. В качестве вторичной полезной нагрузки планировалось вывести пару малых аппаратов Janus для исследования двойных астероидов, а также аппарат EscaPADE для исследования атмосферы Марса. Однако, в III квартале 2020 года было решено перенести запуск EscaPADE из-за неподходящей траектории полёта, а в ноябре 2022 года объявлено о снятии с запуска Janus. |                    |                                   |                               |            |                |                  |                  |                  |
| 9 | 29 декабря 2023, 01:07 | КЦ Кеннеди, LC-39А | USSF-52 (X-37)                    | ГПО                           | USSF       | Успех          | B1064-5          | B1084-1          | B1065-5          |
| 9 | 29 декабря 2023, 01:07 | КЦ Кеннеди, LC-39А | USSF-52 (X-37)                    | ГПО                           | USSF       | Успех          | на землю         | не проводилась   | на землю         |
| 9 | Запуск засекреченной нагрузки для Космических сил США. Позднее оказалось, что нагрузкой является орбитальный космоплан X-37. |                    |                                   |                               |            |                |                  |                  |                  |
| 10 | 25 июня 2024, 21:16 | КЦ Кеннеди, LC-39А | GOES-U                            | ГПО                           | NOAA       |                | B1072-1          | B1087-1          | B1086-1          |
| 10 | 25 июня 2024, 21:16 | КЦ Кеннеди, LC-39А | GOES-U                            | ГПО                           | NOAA       | на землю       | не проводилась   | на землю         |                  |
| 10 | Запуск геостационарного метеорологического спутника семейства GOES общей массой 5000 кг производства Lockheed Martin на базе платформы A2100 по заказу Национального управления океанических и атмосферных исследований (NOAA) в рамках программы Geostationary Extended Observations (GeoXO) по замене спутников серия GOES-R, приближающихся к концу своего срока эксплуатации. Стоимость контракта $152,5 млн. Спутник оборудован компактным коронографом (CCOR-1) разработанным Исследовательской лабораторией ВМС США, который вместе с солнечным ультрафиолетовым датчиком (SUVI) и датчиками экстремального ультрафиолетового и рентгеновского излучения (EXIS) будет наблюдать за солнечной короной, отслеживая крупные взрывы плазмы, которые могут вызвать геомагнитные солнечные бури. |                    |                                   |                               |            |                |                  |                  |                  |
| 11 | 14 октября 2024, 16:06 | КЦ Кеннеди, LC-39А | Europa Clipper                    | Отлётная траектория к Юпитеру | NASA       |                | B1064-6          | B1090            | B1065-6          |
| 11 | 14 октября 2024, 16:06 | КЦ Кеннеди, LC-39А | Europa Clipper                    | Отлётная траектория к Юпитеру | NASA       | не проводилась | не проводилась   | не проводилась   |                  |
| 11 | Успешный запуск межпланетного зонда Europa Clipper массой 6 тонн к спутнику Юпитера — Европе. При скорости 45 648 км/ч запуск имел самую высокую скорость выведения полезной нагрузки, когда-либо достигнутую SpaceX, однако для достижения этой скорости были израсходованы основной и боковые ускорители. |                    |                                   |                               |            |                |                  |                  |                  |
| Планируемые запуски | |                    |                                   |                               |            |                |                  |                  |                  |
| | 2025 | КЦ Кеннеди, LC-39А | Посадочный модуль Griffin         | Окололунная орбита            | Astrobotic |                |                  |                  |                  |
| | 2025 | КЦ Кеннеди, LC-39А | Посадочный модуль Griffin         | Окололунная орбита            | Astrobotic |                |                  |                  |                  |
| Запуск лунного посадочного аппарата Griffin компании Astrobotic. | |                    |                                   |                               |            |                |                  |                  |                  |
| | 2025 | КЦ Кеннеди, LC-39А | PPE, HALO                         | Окололунная орбита            | NASA       |                |                  |                  |                  |
| | 2025 | КЦ Кеннеди, LC-39А | PPE, HALO                         | Окололунная орбита            | NASA       |                |                  |                  |                  |
| Запуск первых модулей будущей лунной орбитальной станции Lunar Orbital Platform-Gateway: Power and Propulsion Element (PPE) и Habitation and Logistics Outpost (HALO). | |                    |                                   |                               |            |                |                  |                  |                  |
| | октябрь 2026 | КЦ Кеннеди, LC-39А | Nancy Grace Roman Space Telescope | L2 системы Солнце—Земля       | NASA       |                |                  |                  |                  |
| | октябрь 2026 | КЦ Кеннеди, LC-39А | Nancy Grace Roman Space Telescope | L2 системы Солнце—Земля       | NASA       |                |                  |                  |                  |
| Запуск космического телескопа Nancy Grace Roman Space Telescope. | |                    |                                   |                               |            |                |                  |                  |                  |
| | 2026 | КЦ Кеннеди, LC-39А |                                   | Окололунная орбита            | Astrobotic |                |                  |                  |                  |
| | 2026 | КЦ Кеннеди, LC-39А |                                   | Окололунная орбита            | Astrobotic |                |                  |                  |                  |
| Запуск третьей миссии компании Astrobotic на Луну. | |                    |                                   |                               |            |                |                  |                  |                  |